# Feynmanovy diagramy

Feynmanův diagram pro příspěvek k elektron-elektronovému rozptylu pomocí výměny jednoho virtuálního fotonu (časová osa směřuje zespoda nahoru)

Feynmanovy diagramy představují grafickou reprezentaci výpočtů daných fyzikálních veličin (jako například účinný průřez) v rámci kvantové poruchové teorie. Jsou pojmenovány podle amerického fyzika Richarda Feynmana, který je zavedl v roce 1948, a nacházejí široké uplatnění v částicové fyzice (QED, QCD), statistické fyzice a mnoha dalších oblastech.
Feynmanovy diagramy sestávají z čar reprezentujících propagátory dané teorie a vertexů, kde se tyto čáry setkávají. Jednotlivé elementy jsou dány Feynmanovými pravidly, která jsou specifická pro daný uvažovaný model. Tímto způsobem vznikají určité topologie příznačné pro daný fyzikální model. Čáry odpovídající částicím směřují dopředu v čase a čáry odpovídající antičásticím zpět v čase.
Feynmanovy diagramy kategorizujeme dle počtu nezávislých uzavřených smyček na stromové diagramy (angl. Tree diagrams) neobsahující žádné smyčky a na diagramy jedno, dvou či vícesmyčkové. Počet vrcholů určuje řád příspěvku ke zkoumanému jevu. Pro vyšší řády je větší počet možných Feynmanových diagramů, ale mají výrazně menší příspěvek, takže stačí spočítat prvních pár řádů.